# Liste der Naturdenkmale in Dachsenhausen
Die Liste der Naturdenkmale in Dachsenhausen nennt die im Gemeindegebiet von Dachsenhausen ausgewiesenen Naturdenkmale (Stand 20. Mai 2024).

## Naturdenkmale
| Nr.         | Bezeichnung              | Lage                                       | Beschreibung | Bild            |
| ----------- | ------------------------ | ------------------------------------------ | --- | --------------- |
| ND-7141-387 | Baumgruppe Heisebäumchen | südöstlich des Ortes; Flur Heisenbaum Lage | Fagus silvaticus, um 1900 gekeimt, 16 m hoch bei 0,98 m Durchmesser, und Quercus petraea, um 1900 gekeimt, 13 m hoch bei 0,56 m Durchmesser | Fotos hochladen |